# IKEA
|  | Sammenskrivningsforslag Artiklen IKEA A/S er foreslået føjet ind i IKEA. (Siden oktober 2024) Diskutér forslaget |

IKEA (dannet af ordene Ingvar Kamprad Elmtaryd Agunnaryd) er en international forretningskæde der sælger boligartikler. Virksomheden blev grundlagt i Sverige i 1943 af Ingvar Kamprad. Det første varehus blev åbnet i 1958 i den svenske by Älmhult. Forretningskæden ledes i dag af en nederlandsk fond, men kontrolleres fortsat af familien Kamprad. I 2011 havde IKEA 131.000 medarbejdere, og i 2018 havde 208.000 .  I januar 2018 omfattede IKEA i 393 varehuse i 48 lande 

## IKEAs kendetegn og koncept
IKEA's møbler er kendetegnet ved, at køberen ofte selv skal samle dem. Dermed spares penge og lagerplads, fordi møblerne fylder mindre, og de er samtidig nemmere at transportere hjem. Idéen med at sælge møblerne som samlesæt har bredt sig til mange andre møbelkæder.
IKEA er kendt for at have et bredt udvalg, der går fra helt skrabede discount-ting, der sælges meget billigt, til kvalitetsbetonede designermøbler, der dog stadig ligger i den billige ende.[kilde mangler]
IKEA's butikker er særlige ved at være meget store og ligge i større byers udkant. Varehusene består af dels en showroom-agtig del hvor møblerne er opstillet (færdigsamlet) enkeltvis eller i større indretninger af stuer, soveværelser, børneværelser, køkkener etc., dels af et stort lager, hvor kunderne selv henter de ønskede møbler. Butikkerne har også en stor afdeling med småting til hjemmet, en restaurant, en fastfood-bar, en butik med svenske fødevarer, samt en "Rodebutik" (hvor der sælges 2. sorteringsvarer).

## Navnets oprindelse
Navnet IKEA er et akronym:
- I = Ingvar
- K = Kamprad
- E = Elmtaryd (den landsby, hvor Kamprad voksede op; i dag staves den Älmtaryd)
- A = Agunnaryd (det sogn, som Älmtaryd ligger i)

Tilfældigvis[kilde mangler] falder dette sammen med det græske ord for hjem samt det finske ord for korrekt/rigtigt.[kilde mangler]

## Ejerforhold
Et privat nederlandsk firma, Ingka Holding, ejer 207 af 235 IKEA-forretninger (2006-tal).
Dette firma ejes fuldstændigt af en nederlandsk fond, Stichting Ingka, efter at Ingvar Kamprad i 1982 overdrog sine IKEA-aktier. I 1986 blev IKEA organisationen delt op i tre separate organisationer: Inter IKEA Group, INGKA Group og IKANO Group, hvoraf sidstnævnte er "IKEA-banken", Ikano Bank.
Stichting Ingka har været anset som verdenens største fond, hvis værdi blev sat til 28 milliarder euro i 2006.
Fonden styres af en fem mand stor komité, med Johan Kuylenstierna som formand.
IKEA-varemærket ejes af et andet nederlandsk selskab, Inter IKEA Systems, der ikke er en del af Ingka Holding-gruppen.
Inter IKEA Systems ejes derimod af Inter IKEA Holding i Luxembourg, og dette firma ejes igen af et firma med samme navn i de Nederlandske Antiller, der øjensynligt ejes af Kamprad-familien.
Inter IKEA tjener sine penge gennem franchising-afgifter, først og fremmest fra Ingka Holding.
I 2004 betalte Ingka Holding-gruppen 631 millioner til Inter IKEA-gruppen, som tjente 225 millioner euro før skat efter at have fratrukket 590 millioner euro til "udgifter".
Disse udgifter er tilsyneladende til et luxemborgsk selskab ved navn I.I. Holding, der øjensynligt kontrolleres af Kamprad-familien.
I 2004 betalte de to selskabsgrupper blot 19 millioner euro i skat ud af en fortjeneste på 553 millioner euro, hvilket fik The Economist til at skrive at Kamprad-familien er omhyggelige i deres bestræbelser på at undgå skat.
På baggrund af IKEA's skattepraksis var IKEA-gruppen i 2007 nomineret til organisationen Bernerdeklarationens globale pris Public Eye.
IKEA selv angiver uafhængighed og en langsigtet tilgang som baggrund for den komplicerede selskabsstruktur.

## Markedsføring

### IKEA-kataloget
IKEA-kataloget (svensk: Ikea-katalogen) var et katalog, der årligt blev udgivet af IKEA. Kataloget blev første gang offentliggjort på svensk i 1951, og ansås for at være det primære marketingsværktøj for firmaet. I 2004 optog kataloget 70% af IKEA's årlige marketingbudget. På verdensplan blev ca. 208 millioner eksemplarer af kataloget trykt i regnskabsåret 2013, hvilket er mere end det dobbelte af antallet af bibler, forventede at blive trykt i samme periode.
2013-udgaven blev udgivet i 43 lande. 2010-udgaven blev udgivet på 30 sprog.
I 2019 stoppede kataloget med at blive husstandsomdelt, men kunne stadig fås i begrænset oplag i varehusene og fra december 2020 meddelte IKEA, at man ville stoppe produktionen helt, grundet stigende internethandel.

## IKEA i verden
| Land                       | Startår | Første varehus | Antal | Noter |
| -------------------------- | ------- | -------------- | ----- | --- |
| Sverige                    | 1958    | Älmhult        | 18    | Sverige har det største IKEA i verden ved Stockholm (56.301 m²), og det nordligste i Haparanda.                                   |
| Norge                      | 1963    | Oslo           | 6     | Der planlægges at bygge et varehus ved Larvik på mellem 60.000 og 80.000 m².                                                      |
| Danmark                    | 1969    | København      | 6     | Det første IKEA i Danmark åbnede i Ballerup og blev flyttet til Taastrup i 1979.                                                  |
| Schweiz                    | 1973    | Zürich         | 7     | Første IKEA udenfor Skandinavien.                                                                                                 |
| Tyskland                   | 1976    | Bremen         | 46    | Tyskland er IKEA's største marked og ved Berlin er der hele 4 varehuse.                                                           |
| Østrig                     | 1977    | Wien           | 7     | |
| Singapore                  | 1978    | Singapore      | 2     | Første IKEA udenfor Europa. |
| Canada                     | 1979    | Calgary        | 11    | Første IKEA vest for Greenwichmeridianen.                                                                                         |
| Island                     | 1981    | Reykjavik      | 1     | |
| Spanien                    | 1981    | Las Palmas     | 15    | Der er 11 varehuse på fastlandet og 2 på henholdsvis Kanariske Øer og Balearerne.                                                 |
| Holland                    | 1978    | Sliedrecht     | 13    | Det første varehus i Sliedrecht lukkede i 2006.                                                                                   |
| Frankrig                   | 1983    | Paris          | 28    | Med hele 7 varehuse er Paris den by i verden med flest IKEA'er.                                                                   |
| Saudi-Arabien              | 1983    | Jeddah         | 3     | |
| Kuwait                     | 1984    | Kuwait City    | 1     | |
| Belgien                    | 1984    | Bruxelles      | 7     | |
| USA                        | 1985    | Philadelphia   | 37    | |
| Australien                 | 1986    | Perth          | 5     | Første IKEA syd for ækvator. |
| Storbritannien             | 1987    | Manchester     | 18    | |
| Italien                    | 1989    | Milano         | 18    | 9. marts 2011 åbner det 19. varehus i Catania på Sicilien.                                                                        |
| Ungarn                     | 1990    | Budapest       | 2     | |
| Tjekkiet                   | 1991    | Prag           | 4     | |
| Forenede Arabiske Emirater | 1991    | Dubai          | 2     | |
| Polen                      | 1992    | Warszawa       | 8     | Der er planer om 4 varehuse mere indtil 2014.                                                                                     |
| Slovakiet                  | 1992    | Bratislava     | 1     | Der er planer om 2 varehuse mere.                                                                                                 |
| Hongkong                   | 1993    | Hong Kong      | 3     | |
| Finland                    | 1996    | Helsinki       | 4     | Der er planer om 2 varehuse mere i Kuopio og Vaasa.                                                                               |
| Malaysia                   | 1996    | Kuala Lumpur   | 1     | |
| Kina                       | 1998    | Beijing        | 8     | |
| Taiwan                     | 1998    | Taipei         | 4     | |
| Rusland                    | 2000    | Moskva         | 12    | Der er 3 varehuse mere undervejs i Samara, Omsk og Ufa.                                                                           |
| Grækenland                 | 2001    | Thessaloniki   | 5     | Der er planer om 3 varehuse mere.                                                                                                 |
| Israel                     | 2001    | Tel Aviv       | 2     | Det første varehus brændte den 5. februar 2011. Der er planer om endnu et IKEA ved Haifa.                                         |
| Portugal                   | 2004    | Lissabon       | 3     | |
| Tyrkiet                    | 2005    | Istanbul       | 4     | |
| Japan                      | 2006    | Tokyo          | 5     | IKEA startede oprindeligt i Japan i 1974 som et joint-venture med et lokalt stormagasin, men lukkede for sine aktiviteter i 1986. |
| Rumænien                   | 2007    | Bukarest       | 1     | Der er planer om 7 varehuse mere.                                                                                                 |
| Cypern                     | 2007    | Nicosia        | 1     | |
| Irland                     | 2009    | Dublin         | 1     | |
| Dominikanske Republik      | 2010    | Santo Domingo  | 1     | |
| Bulgarien                  | 2011    | Sofia          | 0     | Forventet åbning sidst i 2011. |
| Thailand                   | 2011    | Bangkok        | 1     | 2017 |
| Marokko                    | 2015    | Casablanca     | 1     | 1 varehus og 1 POP UP store |

## Better Shelter
IKEA har markedsført et 17,5 kvm. flytbart boligmodul, som UNHCR og andre flygtningeorganisationer har brugt som byggeklodser i flygtningelejre i bl.a. Grækenland. Better Shelter modtog London Design Museums pris Beazley design of the year 2016.